# Foton BJ6123

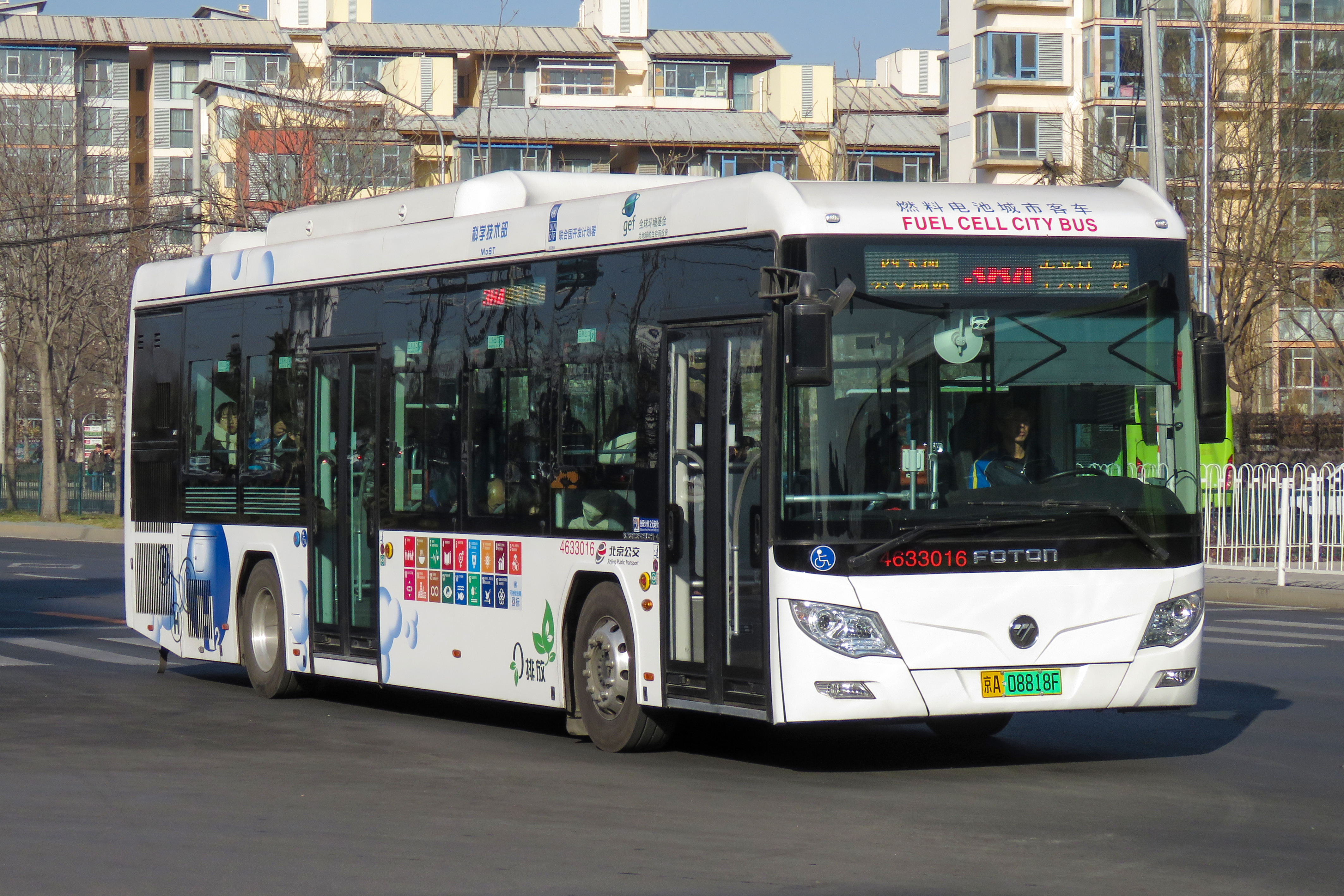
Foton BJ6123FCEVCH-1

Foton BJ6123 — китайский водоробус производства Beiqi Foton Motor Ltd.

## Описание модели
Автобус Foton BJ1623 производится на шасси BJ6123PHEV-1 III в Пекине. На обычные модели ставят дизельные двигатели внутреннего сгорания американского производства Cummins ISBe4+225B мощностью 225 л. с. (BJ6123C7C4D), Cummins ISB6.7E5225B мощностью 240 л. с. (BJ6123C7NJB-1) или собственного производства Yuchai YC6L240N-50. Объём дизельных двигателей составляет 6,7 литров, газомоторных — 8,4 л. с. Оси взяты от немецкого производителя ZF Friedrichshafen AG (ZF RL85A/ZF AV132). Трансмиссии взяты от производителей Eaton и Allison (Eaton A-7811 +AMT/Allison T270R).
Полная масса дизельных и гибридных моделей варьируется до 11980 мм, газомоторных — 11700 мм. Колёсная база варьируется до 5800—5900 мм.